# Бельский, Александр Игнатьевич
Бельский Александр Игнатьевич (15 августа 1948, Скоморохи, Житомирская область — 24 мая 2024, Кривой Рог, Днепропетровская область) — советский и украинский театральный режиссёр, педагог. Организатор, директор и художественный руководитель академического театра музыкально-пластических искусств «Академия движения» (Кривой Рог). Заслуженный деятель искусств Украины (2006), почётный гражданин Кривого Рога (2014).

## Биография
Родился 15 августа 1948 года в селе Скоморохи Житомирской области в семье военных.
Отец служил в Киеве, Паневежисе, Каунасе, Архангельске. Среднюю школу окончил в Днепропетровске. Попал в драматическую студию Ноны Цебренко, работавшей на базе днепропетровской средней школы № 43, где получил основы сценического искусства.
Изучал тяжёлое машиностроение, промышленную гигиену в медицинском институте. Театру посвящал свободное от учёбы время — занимался в студенческой труппе Георгия Городецкого, руководившего первым театром-студией пантомимы в днепропетровском дворце студентов имени Юрия Гагарина (1967—1974). Уроки по актёрскому мастерству и режиссуре пантомимы извлёк у французского мима Марселя Марсо (1968, 1973) и основателя советской школы сценического движения И. Е. Коха (1976).
В 1987 году в Харьковском государственном институте культуры получил квалификацию режиссёра пластической драмы.
Прошёл курс повышения квалификации в режиссёрской лаборатории Союза театральных деятелей СССР по проблемам пластического театра у Г. Мацкявичюса, О. Марковой, А. Дрознина и И. Рутберга (1991, 2011).
В 1974 году вместе с Антониной Бельской создал пластический театр в Кривом Роге, который прошёл путь от первого в УССР народного театра пантомимы (1983), профессионального молодёжного театра-студии пантомимы (1987) до городского театра музыкально-пластических искусств «Академия движения» (1994), который в 2012 году получил статус академического.
Умер 24 мая 2024 года в городе Кривой Рог.

## Творческая деятельность
Автор уникального режиссёрского почерка, мастер оригинальной формы создания художественного образа через пантомиму, музыку, балет и драму.

### Режиссёрские работы в театре
- 1994 — «Венчальная фата Пьеретты» по Артуру Шницлеру;
- 1994 — «Сказание о море»;
- 1995 — «Пурпурные паруса» по мотивам одноимённой повести Александра Грина;
- 1995 — «Времена года» мим-балет на музыку Антонио Вивальди;
- 1996 — «Лесина песня» по драме «Лесная песня» Леси Украинки (при участии Ады Роговцевой);
- 1997 — «Капля мёда» по сказке Ованеса Туманяна;
- 1998 — «Щелкунчик» мим-балет по повести «Щелкунчик и Мышиный король» Эрнста Теодора Гофмана;
- 1998 — «Шанс или этюды в лунном сиянии»;
- 1999 — «Страсти по Гоголю» на музыку Альфреда Шнитке;
- 2000 — «Голос Земли» по легендам и мифам древней Скифии на Криворожье;
- 2001 — «Лесина песня» по мотивам одноимённой драмы-феерии Леси Украинки;
- 2002 — «Маленькие трагедии» по мотивам одноимённых пьес Александра Пушкина;
- 2004 — «Бессонница» по мотивам произведений Тараса Шевченко;
- 2005 — «Чтобы помнили…» по мотивам повести Василия Быкова;
- 2007 — «Каменный крест» по мотивам одноимённой новеллы Василия Стефаника;
- 2008 — «Неугасимая свеча» (посвящена памяти жертв Голодомора);
- 2010 — «Прощай, оружие!» по мотивам одноимённого романа Эрнеста Хемингуэя;
- 2010 — «Ассоль» по мотивам повести «Пурпурные паруса» Александра Грина;
- 2011 — «Найдутся мухи — был бы мёд» зонг-драма;
- 2012 — «Весна, лето, осень, зима и…» в стиле итальянской комедии масок;
- 2012 — «Пир во время чумы» в двух действиях по мотивам «Маленьких трагедий» Александра Пушкина;
- 2014 — «Дедушка» по мотивам новелл «Каменный крест», «Похороны», «Катруся», «Вор» Василия Стефаника;
- 2014 — «И мёртвым, и живым, и нерождённым…» по мотивам поэм «Екатерина» и «Гайдамаки» Тараса Шевченко;
- 2015 — «Акакий (Шинель)» по мотивам повести «Шинель» Николая Гоголя;
- 2016 — «Старик и море» по мотивам одноимённой повести Эрнеста Хемингуэя;
- 2017 — «Искушённые жаждой»;
- 2018 — «Тайны зачарованного леса» драма-феерия по мотивам драмы-феерии «Лесная песня» Леси Украинки;
- 2019 — «Маленькие трагедии» по мотивам пьес «Скупой рыцарь» и «Моцарт и Сальери» Александра Пушкина;
- 2020 — «Дон Жуан» по мотивам пьесы «Каменный гость» Александра Пушкина (совместно с Сергеем Бельским).

### Драматические представления
- 2002 — «Последняя лента Креппа» по пьесе Сэмюэля Бекета;
- 2006 — «Приключения мишек панда» по пьесе Матея Вишнека (совместно с Владимиром Фёдоровым);
- 2007 — «Ромео и Джульетта» по пьесе Уильяма Шекспира;
- 2008 — «Дон Жуан» по пьесе «Дон Жуан, или Каменный гость» Мольера;
- 2012 — «Блез» по Клоду Манье (совместно с Владимиром Фёдоровым);
- 2015 — «В ожидании Годо» по пьесе Сэмюэля Бекета (совместно с Владимиром Фёдоровым);
- 2016 — «Открывающий дверь» по пьесе Неды Нежданной.

### Клоунады
- 1996 — «А у нас во дворе» клоун-мим-шоу;
- 1997 — «Театр в чемодане»;
- 1999 — «Регтайм для клоунов» клоун-мим-шоу;
- 2000 — «Регтайм для клоунов-2» клоун-мим-шоу;

### Музыкальные сказки
- 1995 — «Муха-Цокотуха» мюзикл по мотивам одноимённой сказки К. Чуковского;
- 1995 — «Золотой ключик» по мотивам сказки А. Н. Толстого;
- 1996 — «Машина времени» мюзикл по сказкам Х. К. Андерсена;
- 1997 — «Устойчивый оловянный солдатик» по Х. К. Андерсену;
- 1997 — «Приключения белого чертёнка» мюзикл-новогодняя фантазия;
- 2001 — «Чукоккала» мюзикл по мотивам сказок К. Чуковского;
- 2003 — «Чёртик из табакерки» мюзикл по мотивам сказки «Устойчивый оловянный солдатик» Х. К. Андерсена;
- 2008 — «Золушка»;
- 2012 — «Дюймовочка» по Х. К. Андерсену (совместно с Сергеем Бельским);
- 2019 — «Чёртик из табакерки-2».

### Участие в фестивалях
- 1985 — XII Всемирный фестиваль молодёжи и студентов (Москва);
- 1989 — международный фестиваль уличных театров «Караван мира» (Ленинград);
- 1994 — ХХІ всемирный фестиваль «Изображение подводного мира» (Антиб, Франция);
- 1996 — международный фестиваль (Копенгаген, Дания);
- 2001—2019 — «Мельпомена Таврии» (Херсон);
- 2003 — международный фестиваль (Валка, Латвия);
- 2003 — «Боспорские агоны» (Керчь);
- 2006—2007 — «Тернопольские театральные вечера. Дебют» (Тернополь);
- 2008 — «Сцена человечества» (Черкассы);
- 2010 — «В гостях у Гоголя» (Полтава);
- 2010, 2014, 2015, 2019, 2021 — «Homo Ludens» (Николаев);
- 2011 — всеукраинский фестиваль к 140-летнему юбилею Леси Украинки и 100-летнему со дня написания «Лесной песни» (Луцк);
- 2011 — международный фестиваль пантомимы «Белая маска» (Москва);
- 2011—2012 — международный фестиваль театрального искусства «Театр. Чехов. Ялта» (Ялта);
- 2012—2013 — Всеукраинский фестиваль театрального искусства «Коломыйские представления» (Коломыя);
- 2013 — международный фестиваль (Саранда, Албания);
- 2019 — международный фестиваль «Тарас Шевченко объединяет народы».

## Награды
- Заслуженный деятель искусств Украины (20 января 2006);
- Почётный гражданин Кривого Рога (28 мая 2014).